# Silvia Popovici
Silvia Popovici (n. 7 mai 1933, Fundata, România – d. 16 septembrie 1993, București, România) a fost o actriță română.

## Biografie
A fost soția liderului comunist Maxim Berghianu (1925-2005).
În liceu a scris poeme, epigrame, satire și a participat la concursurile interșcolare, la spectacole de versuri și a jucat în travesti... Cațavencu. După înființarea Ansamblului U.T.M. joacă în „Articolul 24”, în „Tânăra gardă” (Liuba și Uliana), în regia lui Tadeu Arsenie, și în „D-ale carnavalului” rolul Miței Baston. A jucat alături de George Constantin, Gheorghe Cozorici, Gina Patrichi, membri și ei ai ansamblului U.T.M. A terminat secția Actorie la I.A.T.C. "I.L. Caragiale" în 1956, făcând parte din generația de aur a teatrului românesc, a fost colegă cu Amza Pelea, Victor Rebengiuc, Mircea Albulescu. Începe cariera la Teatrul Național din Craiova. Din anul 1959 devine actrița Teatrului Național din București, până la finalul vieții.

## Carieră
A debutat în 1954 ca actriță în filmul „La mere”, realizat de studenți. Actrița a devenit celebră datorită rolului titular din pelicula de succes Darclee (1960), în regia lui Mihai Iacob, unde Silvia Popovici conturează o excepțională imagine a celebrei soprane de origine română Haricleea Darclee, ajutată fiind în ariile interpretate în film de vocea Artei Florescu, rol pe care actrița l-a considerat „cel mai mare examen din viața mea”. Au urmat roluri în Omul de lângă tine (1961) și O dragoste lungă de-o seară (1963), ambele în regia lui Horea Popescu.
Consacrarea definitivă în cinematograful românesc a venit odată cu debutul regizoarei Malvina Urșianu, care în 1967 o alege să interpreteze rolul titular din filmul Gioconda fără surîs (1968). Silvia Popovici a rămas multă vreme fidelă regizoarei, jucând în filmele Serata (1971), Trecătoarele iubiri (1974) și Întoarcerea lui Vodă Lăpușneanu (1980).
O popularitate deosebită în rândul românilor a obținut cu rolul Oana din serialul TV Mușatinii, în regia Soranei Coroamă-Stanca (13 episoade).
Silvia Popovici s-a dedicat, însă, în principal teatrului, ea făcând parte din „Promoția de Aur” a teatrului românesc (1956), interpretând nenumărate roluri, de o mare complexitate și valoare, pe scenele teatrelor naționale din Craiova (1959–1963), Cluj (1963–1966) și București (1967–1993).
„Ea reprezenta cel mai bine eșalonul de absolvenți ai IATC care în 1956 au plecat cu profesorul lor Vlad Mugur la Craiova. De altfel însuși Vlad a declarat că fără Silvia n-ar fi făcut "această nebunie". Silvia era înzestrată cu toate darurile: frumoasă, inteligentă, fermecătoare, serioasă, talentată, autentică și spontană, sensibilă, dramatică, impecabilă în tot ce realiza. Toate realizările ei scenice și filmice au avut o cotă valorică ridicată pentru că era ea însăși un puternic caracter dramatic. Au rămas de neuitat Ofelia cu straniul ei cântec, Gwendolin de-un farmec inedit, Magda prin intransigența dovedită, Hilde prin dezinvoltura creată, Julietta prin acuratețea sentimentului, apoi Ana Petrovna, Andromaca, Euxinia, Anca, Margareta, Casandra, Drusilla și altele.
(...)
Silvia a fost și un model de seriozitate și corectitudine profesională pentru toată lumea din teatru și colegii ei au iubit-o ca pe o ființă dragă plină de grație și energie. Delicată și rasată, Silvia a reprezentat pe scena românească tipul femeii moderne, senină și echilibrată, capabilă de orice victorie, o femeie tipic luptătoare. Luciditatea ei scenică a ajutat-o mult în realizarea marilor sale creații, de mare vibrație și încărcătură emoțională." ”—Alexandru Lazăr - "Promotia 1965 - 50 de ani de teatru"

## Viață personală
A fost căsătorită cu demnitarul comunist Maxim Berghianu. În mod eronat, după Revoluție, s-a indus ideea că era prietenă cu Elena Ceaușescu. De fapt, Elena Ceaușescu nu o suporta, după cum declara și Emilia Marinela Macovescu, soția lui George Macovescu, ministru de Externe al României între 1972-1977.
„Nu mi se iartă această căsătorie, poate singura manifestare a libertăţii mele de voinţă - să-mi aleg după criteriile inimii soţia, tovarăşa de viaţă, să fiu mândru de ea, să nu fac compromisuri cu mica mea viaţă personală. Restul nu-mi aparţine. Le-am spus să facă ce vor cu mine ... ca mine sunt destui, dar de Silvia să nu se atingă. Să o lase să joace, să nu mai dea dispoziţii să nu mai fie distribuită în teatru şi film. Să nu i se mai interzică apariţia pe copertele revistelor.”—fragment din jurnalul lui Maxim Berghianu inclus în volumul - Doina Papp „Treptele iubirii - Silvia Popovici”

## Premii și Distincții
- Premiul I la Concursul tinerilor actori pentru rolul Maria în piesa Tânăra generație (1957)[8]
- Premiul II la Concursul tinerilor actori pentru rolul Olga în piesa Ani de pribegie (1957
- Premiul III la Concursul de dramaturgie originală pentru rolul Magda din piesa Arcul de Triumf (1958)
- Ordinul Meritul Cultural clasa a III-a (6 noiembrie 1967) „pentru merite deosebite în domeniul artei dramatice”[9]
- Ordinul Meritul Cultural clasa a II-a (20 aprilie 1971) „pentru merite deosebite în opera de construire a socialismului, cu prilejul aniversării a 50 de ani de la constituirea Partidului Comunist Român”[10]

## Filmografie
- La mere (1953)
- Blanca (1955)
- Ora H (1956)
- Bijuterii de familie (1958)
- Darclée (1960) - Darclée
- Furtuna (1961)
- Omul de lângă tine (1961)
- O dragoste lungă de-o seară (1963)
- Gioconda fără surîs (1968) - Irina
- Serata (1971)
- Mușatinii (1971)
- Piticul din grădina de vară (1972)
- Constantin Brâncoveanu (1974)
- Trecătoarele iubiri (1974) - Lena
- Revoltă în cosmos (Im Staub der Sterne, 1976) - Illyk
- Trepte pe cer (1978) - Valeria Sădeanu
- Mînia (1978)
- Rătăcire (1978)
- Întoarcerea lui Vodă Lăpușneanu (1980) - Doamna Ruxandra
- Ancheta (1980)
- Stâlpii societății (1988)
- Enigmele se explică în zori (1989)